# Georges Constant (homme politique)
Pour les articles homonymes, voir Constant et Georges Constant.
Georges Constant, né à Payrac (Lot) le 14 août 1908 et mort à Lüe (Landes) le 16 octobre 1989, est un homme politique français.

## Biographie
Fils d'Édouard Constant, médecin et maire de Payrac, Georges Constant, médecin à la MSA, est maire de Payrac Radical de Gauche, conseiller général du canton de Payrac de 1945 à 1978, conseiller régional de Midi-Pyrénées et sénateur du Lot de 1974 à 1983.

## Détail des fonctions et des mandats
Mandat parlementaire
- 22 septembre 1974 - 2 octobre 1983 : Sénateur du Lot